# Hiroyuki Urano
Hiroyuki Urano (jap. 浦野　裕之, Urano Hiroyuki; * 24. September 1981) ist ein japanischer Bogenbiathlet und Skilangläufer.
Nach seinem Abschluss an der Oberschule Iiyama-Süd begann er ein Studium an der Japanischen Sporthochschule.
2002 und 2003 startete Urano auch mehrfach bei internationalen Skilanglaufrennen im Continental Cup, ohne jedoch herausragende Ergebnisse zu erreichen.
Hiroyuki Urano begann 2004 unter dem Einfluss von Kōji Yamamoto und Takuya Yamada mit dem Bogenbiathlon.
Hiroyuki Urano feierte seine größten Erfolge bei den bislang letzten Weltmeisterschaften 2007 in Moskau. Im Sprint gewann er hinter Pawel Borodin und Konstantin Pogorelow die Bronzemedaille. Im Verfolgungsrennen konnte er sich an diesen vorbei schieben und dank nur eines Fehlers im knienden Anschlag vor Wladimir Jewtjukow und Wjatscheslaw Tichonrawow als erster Japaner überhaupt einen Titel gewinnen. Weniger erfolgreich verlief das Massenstartrennen, bei dem Urano aufgrund von fünf Fehlern nur Siebter wurde. Wieder besser verliefen das Einzel. Angespornt von Uranos Leistungen gewann dessen Mannschaftskollege Takuya Yamada vor Kirill Malzew und Urano den Titel. Bei den letzten internationalen Meisterschaften bislang, den Offenen Bogenbiathlon-Europameisterschaften 2008, ebenfalls in Moskau, war Urano als bester nichtrussischer Starter Siebter in Sprint und Verfolgung sowie Sechster im Massenstartrennen.
Er gewann die japanischen Meisterschaften 2006 bis 2009, davon 2008 im Sprint und der Verfolgung. Zudem gewann er 2008 den Ozawa-Cup. 2011 gewann er den International Cup in Kijimadaira in der Sprint-Verfolgung.
Daneben nimmt er seit 2009 im Sommer wie Takuya Yamada am Traillauf-Wettbewerben teil, sowie im Winter am Schneeschuhlauf- und Eistriathlon-Wettbewerben, wo er ebenfalls Titel gewann.

## Belege
1. 1 2 3 4 5  浦野　裕之. NPO法人 インサイドアウトスキークラブ, archiviert vom Original (nicht mehr online verfügbar) am 5. März 2016; abgerufen am 4. Januar 2013 (japanisch).  Info: Der Archivlink wurde automatisch eingesetzt und noch nicht geprüft. Bitte prüfe Original- und Archivlink gemäß Anleitung und entferne dann diesen Hinweis.
2. ↑  Sprintresultate WM 2007 (PDF-Datei; 207 kB)
3. ↑  Verfolgungsresultate WM 2007 (PDF-Datei; 205 kB)
4. ↑  Ergebnisse das Massenstarts WM 2007 (PDF-Datei; 205 kB)
5. ↑  Einzel-Ergebnisse WM 2007 (PDF-Datei; 208 kB)
6. ↑  Europameisterschaften 2008 (Memento vom 12. August 2012 im Internet Archive) (PDF-Datei; 453 kB)
7. ↑  Japanische Meisterschaften 2008 (PDF-Datei; 24 kB)
8. ↑  Ozawa-Cup 2008 (PDF-Datei; 23 kB)

| Personendaten    | Personendaten                               |
| ---------------- | ------------------------------------------- |
| NAME             | Urano, Hiroyuki                             |
| ALTERNATIVNAMEN  | 浦野 裕之 (japanisch)                       |
| KURZBESCHREIBUNG | japanischer Bogenbiathlet und Skilangläufer |
| GEBURTSDATUM     | 24. September 1981                          |